# Лебединое (озеро, бассейн Литтулы)
Лебединое (фин. Kavasinlampi) — озеро на территории Светогорского городского поселения Выборгского района Ленинградской области.

## Общие сведения
Площадь озера — 0,6 км². Располагается на высоте 60,9 метров над уровнем моря.
Форма озера лопастная, продолговатая: вытянуто с запада на восток. Берега каменисто-песчаные, преимущественно возвышенные, местами скалистые.
Из западной оконечности озера вытекает безымянный водоток, который, протекая через озёра Ворошиловское и Ясным, впадает в озеро Лесогорское, из которого вытекает река Давыдовка, связанная со всей системой реки Вуоксы.
В восточной части озера расположены четыре небольших безымянных острова.
Код объекта в государственном водном реестре — 01040300211102000011908.